# Сава Докторов
Сава Иванов Караджов, известен като Сава Докторов, е български революционер, участник в Кресненско-Разложкото въстание.

## Биография
Сава Докторов е роден в 1852 година в разложкото село Долно Драглища в семейството на преселници от Кукушко. Брат е на Георги Докторов. В 1893 година завършва българско училище в Банско и става учител в Долно Драглище, в 1871 година - в Обидим, а по-късно в чепинското село Каменица. В Каменица става член на революционния комитет и заедно с Георги Николов Чолаков е избран за апостол в Разлога и Неврокопско.
Участва в Кресненско-Разложкото въстание и след разгрома му в 1879 година емигрира в Свободна България и се установява в Златица, където е учител. В 1894 година става свещеник.